# Moonsault Scramble
Moonsault Scramble (jap. ムーンサルト・スクランブル, Mūnsaruto Sukuramburu) im Fuji-Q Highland im japanischen Fujiyoshida war ein stählerner Shuttle Coaster, die am 24. Juni 1983 eröffnet wurde. Im April 2000 wurde die Bahn geschlossen und abgerissen um Platz zu machen für Dodonpa.
Die 560 m lange Strecke, die sich auf einer Grundfläche von 180 m × 90 m erstreckte, erreichte eine Höhe von 70 m und besaß einen 20,5 m hohen Pretzel-Knot. Der Zug wurde zunächst vorwärts den Lifthill hochgezogen. Oben wurde dieser ausgeklinkt und fuhr rückwärts den Lifthill hinab, durch die Station, durch den Pretzel-Knot und einen zweiten Turm hinauf. Dort befand sich – anders als bei Boomerang-Achterbahnen – kein zweiter Lifthill. Somit musste der Schwung ausreichen um die Strecke ein weiteres Mal – nun vorwärts – zu durchfahren. Dadurch wirkten bei der ersten Durchfahrt relativ hohe Kräfte von 6,5 g auf die Fahrgäste.

## Zug
Moonsault Scramble besaß einen Zug mit sieben Wagen. In jedem Wagen konnten vier Personen (zwei Reihen à zwei Personen) Platz nehmen.